# Tirunelveli (district)
Tirunelveli is een district van de Indiase staat Tamil Nadu. Het district telt 2.801.194 inwoners (2001) en heeft een oppervlakte van 6810 km².
Tirunelveli werd gesticht in 1956, als een van de 13 districten van de toenmalige deelstaat Madras. De huidige buurdistricten Thoothukudi en Tenkasi behoorden aanvankelijk ook tot Tirunelveli, maar splitsten zich af in respectievelijk 1986 en 2019.
Hoofdstad: Chennai
Districten: Ariyalur · Chengalpattu · Chennai · Coimbatore · Cuddalore · Dharmapuri · Dindigul · Erode · Kallakurichi · Kanchipuram · Kanyakumari · Karur · Krishnagiri · Madurai · Mayiladuthurai · Nagapattinam · Namakkal · Nilgiris · Perambalur · Pudukkottai · Ramanathapuram · Ranipet · Salem · Sivaganga · Tenkasi · Thanjavur · Theni · Thoothukudi · Tiruchirappalli · Tirunelveli · Tirupattur · Tirupur · Tiruvallur · Tiruvannamalai · Tiruvarur · Vellore · Viluppuram · Virudhunagar